# 春日町 (愛知県)

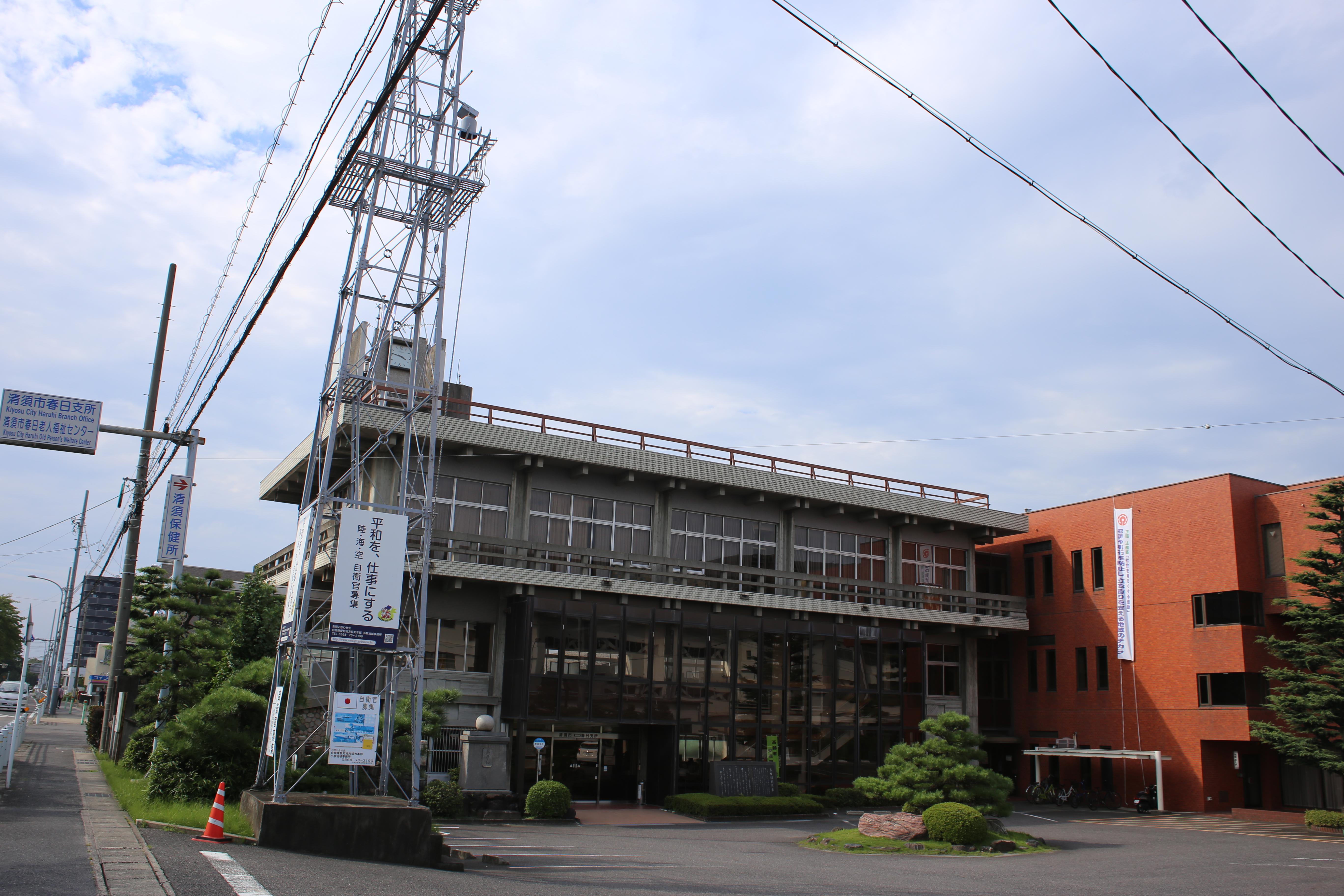
清須市役所春日支所

春日町（はるひちょう）は、愛知県西部の西春日井郡に存在した町。
尾張地方の北部に位置し、2006年10月1日から2009年10月1日の清須市編入までは日本一面積が小さい町であるとともに、愛知県一面積が小さい自治体であった。

## 地理
濃尾平野の中部にあり、五条川が北から南へ縦断している。

### 隣接していた自治体・行政区
- 名古屋市（西区）
- 一宮市
- 稲沢市
- 清須市
- 北名古屋市

### 地名
春日町には落合、下之郷、下津町の3つの大字が存在した。各大字に含まれた小字は以下の通り。
大字落合
- 明河原
- 一番割
- 壱屋敷
- 一本松
- 稲荷
- 杁前
- 午
- 落合
- 上丑
- 上川畑
- 上河原
- 上須ケ田
- 上高畑
- 上堤クロ
- 上中割
- 河原
- 北河原
- 桑
- 郷裏
- 郷前
- 小塚西
- 小塚南
- 小松生
- 三番割
- 下丑
- 下河原
- 下堤クロ
- 下中割
- 定ノ割
- 城裏
- 新田畑
- 新畑
- 新堀
- 新堀北
- 新堀南
- 須ケ田
- 須ケ畑
- 大河戸
- 高畑
- 堤クロ
- 寺廻り
- 樋
- 酉
- 中河原
- 中ノ割
- 長畑
- 仲割
- 西須ケ畑
- 西牧前
- 西牧南
- 西余部
- 二番割
- 弐屋敷
- 野方
- 八幡
- 八幡裏
- 八幡前
- 八幡南
- 東上河原
- 東小塚
- 東須ケ畑
- 東出
- 二ツ池
- 振形
- 堀田
- 南川原
- 宮越
- 宮重
- 宮重町
- 向河原
- 焼河原
- 屋敷
- 夢の森
- 与市河原
- 四番割
- 蓮花寺前

大字下之郷
- 県
- 石戸尻
- 一丁地
- 江先
- 鴛葬寺
- 上六反地
- 川中
- 北焼田
- 郷ケ島
- 高札
- 五反地
- 三敷戸
- 三本松
- 仕合
- 下流
- 社子地
- 白弓
- 尻江
- 新田
- 新町
- 神明
- 砂賀東
- 代官田
- 竹村
- 蛸代
- 立作
- 長久寺
- 寺浦
- 天神
- 寅ケ島
- 鳥出
- 中沼
- 中焼田
- 流
- 猫塚
- 野田町
- 冨士塚
- 淵田
- 舟付
- 松原
- 南灰肥
- 焼田
- 柳先
- 四辻
- 六反地

大字下津町
- 北下河原
- 東クタラケ

## 歴史

### 沿革
- 1906年（明治39年） - 下之郷村・落合村が合併し、春日村となる。
- 1979年（昭和54年）8月1日 - 稲沢市と境界変更 [1]
- 1990年（平成2年） - 町制施行し春日町となる。
- 2000年（平成12年） - 東海豪雨の水害による被災。
- 2002年（平成14年） - 春日町をはじめ、西春日井郡7町による「西春日井郡7町合併問題研究会」が設置され、7町による合併が検討される。
- 2003年（平成15年） - 2月20日、豊山町が合併協議から離脱。12月31日に法定協議会「西春日井郡6町合併協議会」が解散。以後、春日町は特例法期限内にとらわれず、名古屋市(西区に編入を前提とした)との合併を検討するが挫折。
- 2009年（平成21年）10月1日 - 隣接する清須市に編入され、廃止し閉町。

## 行政
- 町長：河合幹雄（2005年12月18日 - ）

## 教育

### 専修学校
- 専門学校トヨタ名古屋自動車大学校

### 中学校・小学校
- 春日町立春日中学校
- 春日町立春日小学校

### 保育園
- 春日町立第一保育園
- 春日町立第二保育園
- 春日町立第三保育園

## 交通

### 鉄道
- 町内に鉄道は通っておらず、駅は存在しない。
- 最寄駅は隣の稲沢市にあるJR東海道本線の清洲駅又は稲沢駅、あるいは名鉄名古屋本線の大里駅又は北名古屋市にある名鉄犬山線の西春駅、名古屋市にある名鉄犬山線・名古屋市営地下鉄鶴舞線の上小田井駅などを利用することになる。

### 道路
- 高速道路
  - 名古屋高速16号一宮線：春日出入口
- 一般道路
  - 国道22号 名岐バイパス
  - 愛知県道153号浅井清須線

## 産業
- 豊田合成本社・春日工場。
- 株式会社 池戸製作所

## 名所・旧跡・観光スポット・祭事・催事
- はるひ夢の森公園
  - はるひ美術館
- 春日町中央公民館郷土資料室

## 備考
- 2006年度に行われた市町村合併に関する住民アンケートでは、合併を希望する町民が過半数を占めた。また合併先としては、清須市が過半数を占め、以下名古屋市、北名古屋市と続いた。これを受け議会で清須市に編入合併について全会一致。合併の申し入れを正式に行い、清須市側では、市長・住民とも特に反対の声は出ておらず、合併により市単独になってしまう恐れのある下水道事業も北名古屋市の一部も事業区域に含まれることとなったため、県事業として継続することとなり、合併への障壁がなくなった。2008年4月1日に正式に合併協議会が設置された[2]。
- 2008年11月25日に清須市清洲市民センターホールにて神田真秋愛知県知事立ち合いのもと合併協定調印式を行い、加藤静治清須市長、河合幹雄春日町長が｢合併協定書｣に署名・調印を行った。愛知県議会の議決を経て、国への手続きを進め、2009年10月1日に新｢清須市｣が誕生した。
- 住所表示は合併後西春日井郡春日町を清須市に変更とし、大字落合および大字下之郷の部分が春日に置き換わり「字」の文字が削除された[3]。

例：「愛知県西春日井郡春日町大字落合字落合」→「愛知県清須市春日落合」
なお、同町内の下津町は上記の大字と異なり、春日を頭につけず清須市下津町という住所に変更となった。
- 春日村時代の電話番号は0560であったが、近隣の町（現在の清須市、あま市、海部郡大治町の区域）同様に052に変更となった[4]。

## 著名な出身者
- 杉山裕子 - フリーアナウンサー